# Dimarella tarsalis
Dimarella tarsalis är en insektsart som först beskrevs av Lansdowne Guilding 1833.  Dimarella tarsalis ingår i släktet Dimarella och familjen myrlejonsländor. Inga underarter finns listade i Catalogue of Life.